# Grupa hydroksylowa
Grupa hydroksylowa, grupa wodorotlenowa (-OH) – jednowartościowa grupa funkcyjna zbudowana z atomu tlenu i wodoru.
W związkach nieorganicznych grupa hydroksylowa związana z atomem metalu tworzy wodorotlenki i hydroksosole. W wodorotlenkach metali o małej elektroujemności grupa hydroksylowa związana jest z metalem wiązaniem jonowym-.
Grupa hydroksylowa związana z metalami tworzy zasady, w których wiązanie jonowe występuje między atomem tlenu i wodoru grupy hydroksylowej. Pod wpływem wody z kwasów oddysocjowuje jon wodorowy.
W chemii organicznej jest to grupa funkcyjna alkoholi i fenoli oraz stanowi fragment grupy karboksylowej, charakterystycznej dla kwasów karboksylowych.
Jeśli grupa -OH połączona jest z tetraedrycznym atomem węgla, to związek taki nosi nazwę alkoholu. W cząsteczkach alkoholi wielowodorotlenowych grupy -OH muszą być związane z różnymi atomami węgla. Układy zawierające dwie grupy -OH związane z tym samym atomem węgla są zazwyczaj nietrwałe. Tracą one cząsteczkę wody, przechodząc w związki zawierające wiązanie karbonylowe (>C=O).
Jeśli grupa -OH jest przyłączona do atomu węgla połączonego wiązaniem podwójnym z innym atomem węgla (oprócz układów aromatycznych), to wówczas takie połączenia nazywa się enolami. Enole są jednak bardzo nietrwałe i ulegają przegrupowaniu do związków zawierających grupy karbonylowe. Związki aromatyczne zawierające grupy hydroksylowe to fenole i polifenole.
Jeżeli atom węgla oprócz grupy hydroksylowej zawiera grupę karbonylową, to ugrupowanie takie nazywa się grupą karboksylową -COOH, charakterystyczną dla kwasów karboksylowych.
Związki, w których występują grupy hydroksylowe i inne grupy funkcyjne, nazywa się przez dodanie przedrostka „hydroksy”, na przykład hydroksykwas, hydroksyamina.